# Melychiopharis cynips
Melychiopharis cynips Simon, 1895 è un ragno appartenente alla famiglia Araneidae.

## Etimologia
Il nome del genere deriva dal greco μειλίχιος, meilìchios, cioè dolce, soave, amorevole, mite, piacevole e φάρος, phàros, cioè manto, mantello, per i colori piacevoli all'aspetto.

## Distribuzione
La specie è stata rinvenuta in alcune località del Brasile.

## Tassonomia
È la specie tipo del genere Melychiopharis Simon, 1895.